# ورونیکا بکابونا
ورونیکا بکابونا (نام علمی: Veronica beccabunga) نام یک گونه از سرده سیزاب است.